# Luplanté
Luplanté település Franciaországban, Eure-et-Loir megyében. Lakosainak száma 387 fő (2022. január 1.). Luplanté Vitray-en-Beauce és Bouville községekkel határos.

## Népesség
A település népességének változása:
| Lakosok száma | 265  | 267  | 260  | 393  | 393  | 388  | 386  | 385  | 385  | 387  |
|               | 1968 | 1982 | 1990 | 2006 | 2013 | 2015 | 2017 | 2019 | 2020 | 2022 |